# وعلان جاليسكاني
وعلان جاليسكاني (الاسم العلمي:Commelina jaliscana) هو نوع من النباتات يتبع جنس الوعلان من الفصيلة الوعلانية.